# دورز
دورز (به انگلیسی: The Doors) یکی از تأثیرگذارترین و جنجال‌برانگیزترین گروه‌های راک دهه ۶۰ میلادی بود که در سال ۱۹۶۵ در لس‌آنجلس ایالات متحده آمریکا به وسیله جیم موریسون (آواز و شعر)، ری منزرک (کیبورد)، جان دنزمور (درام) و رابی کریگر (گیتار الکتریک) تشکیل شد. این گروه یکی از تاثیرگذارترین و جنجال‌برانگیزترین جریان‌های راک دهه ۶۰ بود. که بیشتر بخاطر اشعار و صدای پرطنین موریسون و ظاهر نامنظم او بر روی صحنه، به یکی از گروه های مهم در پادفرهنگ دهه ۶۰ تبدیل شده بود.
گروه نام خود را از کتاب درهای ادراک نوشته آلدوس هاکسلی الهام گرفته بود که خود نقل قول کوتاهی از شعر ویلیام بلیک را در خود داشت. پس از بستن قرارداد در سال ۱۹۶۶ با شرکت الکترا رکوردز، دورز و موریسون ۶ آلبوم استودیویی ضبط و طی ۵ سال منتشر کردند که برخی از آنان تا به امروز جزء برترین آثار تاریخ موسیقی است. شامل آلبوم اولشان که هم اسم با خود گروه بود (۱۹۶۷)، روزهای عجیب (۱۹۶۷)، و دختر لس‌آنجلسی (۱۹۷۱). آنها در آن دوران جزء موفق‌ترین گروه های موسیقی بودند و تا سال ۱۹۷۲ موفق شدند ۴ میلیون نسخه از آلبوم‌هایشان و ۸ میلیون نسخه تک‌آهنگ در ایالات متحده بفروشند.
د دورز اولین گروه آمریکایی بود که به صورت متوالی ۸ ال‌پی طلایی بدست آورد. طبق آمار انجمن صنعت ضبط موسیقی ایالات متحده، آن‌ها ۳۴ میلیون آلبوم در ایالات متحده و بیش از ۱۰۰ میلیون نسخه از آلبوم هایشان را بصورت جهانی به فروش رساندند. که آنها را تبدیل به یکی از پرفروشترین هنرمندان موسیقی می کند.
د دورز در بسیاری از لیست‌های رتبه‌بندی، جزء بهترین گروه‌های تاریخ موسیقی قرار گرفتند. مجله رولینگ استون آنها را در رتبه ۴۱ از ۱۰۰ هنرمند برتر تمام دوران قرار داد. در سال ۱۹۹۳ آنها وارد تالار مشاهیر راک اند رول شدند.

## ریشه ها (جولای ۱۹۶۵ - آگوست ۱۹۶۶)

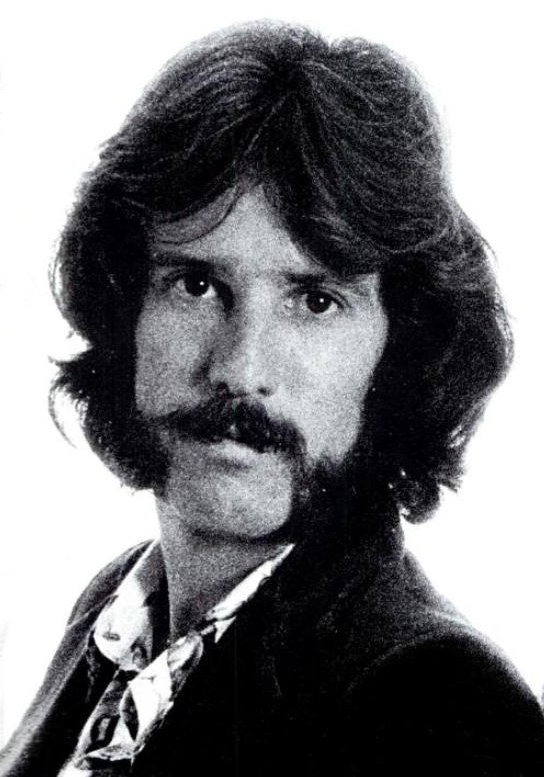
آگهی معاوضه برای آلبوم Other Voices از گروه The Doors.

ددورز با ملاقات تصادفی بین آشنایان جیم موریسون و ری منزرک در ساحل ونیز در ژوئیه ۱۹۶۵ آغاز شد. آنها یکدیگر را می‌شناختند زیرا هر دو در مدرسه تئاتر، فیلم و تلویزیون یو‌سی‌ال‌ای شرکت کرده بودند. موریسون به منزرک اعتماد کرد که در حال نوشتن آهنگ بوده است. همانطور که موریسون بعداً به جری هاپکینز در رولینگ استون گفت: "آن پنج یا شش آهنگ اولی که نوشتم، فقط در یک کنسرت راک فوق العاده ای که در ذهنم داشتم یادداشت برداری می کردم. و زمانی که آهنگ ها را نوشتم، مجبور شدم آنها را بخوانم."
موریسون با تشویق منزرک، کلمات آغازین "Moonlight Drive" را خواند.
منزرک سپس در یک گروه ناموفق به نام ریک اند ریونز به همراه برادرانش ریک و جیم حضور داشت، در حالی که جان دنزمور در سایکدلیک رنجرز درام می نواخت و منزرک را از کلاس های مدیتیشن می شناخت. دنزمور بعدا در اوت ۱۹۶۵ به گروه پیوست.
آنها با هم، زمینه های مختلف موسیقی، از اصطلاحات موسیقی جاز، راک، بلوز و موسیقی محلی را با هم ترکیب کردند.
این پنج نفر، همراه با نوازنده بیس، پتی سالیوان، و اکنون با نام د دورز، یک نسخه پیش‌نمایش شش آهنگی را در ۲ سپتامبر ۱۹۶۵ در استودیو ورلد پسیفیک در لس آنجلس ضبط کردند.
گروه نام خود را از کتاب درهای ادراک نوشته آلدوس هاکسلی الهام گرفته بود که خود نقل قول کوتاهی از شعر ویلیام بلیک را در خود داشت. در اواخر سال ۱۹۶۵، پس از خروج دو برادر منزرک، گیتاریست جدید، رابی کریگر به آنها ملحق شد.

## نام‌گذاری
"اگر درهای احساس و ادراک پاک می‌بود، همه چیز چنانکه هست به چشم انسان می‌آمد، یعنی بی پایان." این شعر که بخشی از اشعار ویلیام بلیک، شاعر بریتانیایی قرن هجدهم است جیم موریسون را سخت تحت تأثیر قرار داد و آرزویش این شد که روزی گروهی به نام The Doors(درها) تشکیل دهد.

## اعضا
- جیم موریسون: آواز و شعر
- ری منزرک: کیبورد
- رابی کریگر: گیتار الکتریک
- جان دنزمور: درام

## آلبوم‌ها
- ۱۹۶۷ - درها (The Doors)
- ۱۹۶۷ - روزهای عجیب (Strange Days)
- ۱۹۶۸ - در انتظار خورشید (Waiting for the Sun)
- ۱۹۶۹ - رژه نرم (The Soft Parade)
- ۱۹۷۰ - هتل موریسون (Morrison Hotel)
- ۱۹۷۰ - کاملاً زنده (Absolutely Live)
- ۱۹۷۰ - سیزده (Thirteen)
- ۱۹۷۱ - زن لوس‌آنجلسی (L.A. Woman)
- ۱۹۷۱ - صداهای دیگر (Other Voices)
- ۱۹۷۲ - صحنه‌های عجیب درون معدن طلا (Weird Scenes Inside The Gold Mine)
- ۱۹۷۲ - دایره کامل (Full Circle)
- ۱۹۷۸ - نیایش آمریکایی (An American Prayer)
- ۱۹۹۱ - دورز (موسیقی فیلم) ((The Doors (soundtrack)
- ۱۹۹۱ - در کنسرت (In Concert)
- ۱۹۹۷ - مجموعه آثار (Box Set)
- ۲۰۰۲ - نیمه‌شب روشن: اجرای زنده در آمریکا (Bright Midnight: Live in America)
- ۲۰۰۲ - اجرای زنده در هالیوود (Live in Hollywood)
- ۲۰۰۳ - میراث: بهترین‌های مطلق (Legacy: the Absolute Best)
- ۲۰۰۳ - برترین‌های دورز (The Best of The Doors)